# Sergei Nikolajewitsch Swerbejew

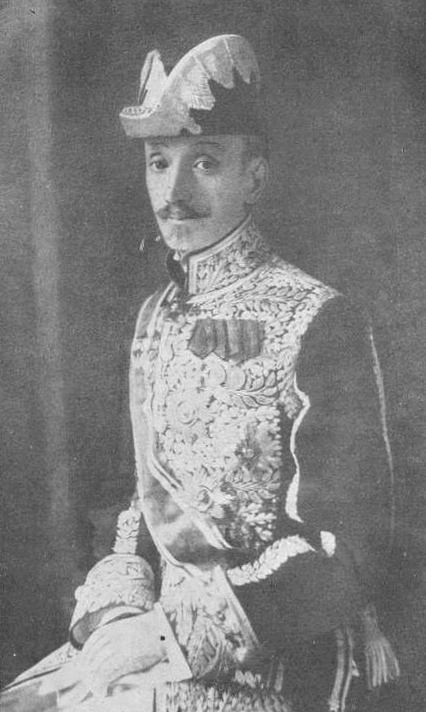

Sergei Nikolajewitsch Swerbejew (russisch Сергей Никола́евич Свербе́ев, wiss. Transliteration Sergej Nikolaevič Sverbeev; * 13. Apriljul. / 25. April 1857greg. in Moskau; † 4. April 1922 in Berlin) war ein russischer Diplomat. Er war der letzte Botschafter des Russischen Reichs in Berlin. 

## Leben und Wirken
Sergei Nikolajewitsch Swerbejew stammt aus der Ehe des Hofrats und Beamten zur besonderen Verwendung bei der Jakutischen Verwaltung Nikolai Dmitrijewitsch Swerbejew (1829–1860) mit Fürstin Sinaida Sergejewna Trubezkaja (1837–1924). 
Swerbejew begann seine berufliche Tätigkeit im Innenministerium, wechselte jedoch 1885 in die Kanzlei des Außenministeriums. 1888 wurde er Dritter Sekretär im Außenministerium. 1891 wurde er Vizesekretär bei der russischen Gesandtschaft in Kopenhagen, 1894 Zweiter Sekretär der Botschaft in Wien, 1896 Erster Sekretär der Gesandtschaft in München. 1898–1904 war er Erster Sekretär, dann Botschaftsrat in Wien. 1910 wurde er außerordentlicher Gesandter und bevollmächtigter Minister in Athen. 
1912 wurde er als Nachfolger von Nikolai von der Osten-Sacken zum Botschafter in Berlin ernannt. In dieser Eigenschaft war er von Amts wegen Ehrenvorsitzender der orthodoxen gemeinnützigen Bruderschaft des heiligen Fürsten Wladimir. Er unterstützte deren Pläne zum Bau einer orthodoxen Kathedrale in Berlin-Tiergarten, doch wurden diese durch den Ersten Weltkrieg zunichtegemacht.  
Bei Ausbruch des Ersten Weltkrieges musste er am 3. August 1914 gemeinsam mit dem gesamten russischen Diplomatenkorps Berlin verlassen und mit einem Sonderzug über Kopenhagen und Stockholm nach Sankt-Petersburg zurückkehren.  
Nach der Oktoberrevolution in Russland flüchtete er nach Berlin, wo er 1922 verstarb und in der Abt. 3/4 auf dem russischen Friedhof in Berlin-Tegel beigesetzt wurde.

## Familie
Swerbejew war verheiratet mit Anna Wassiljewna Besobrasowa. Aus der Ehe stammen vier Söhne: Dmitri Sergejewitsch (1889–1940) war Absolvent der Petersburger Militärakademie und emigrierte nach der Oktoberrevolution nach Deutschland. Nikolai Sergejewitsch (1891–1914) fiel am 18. Oktober 1914 an der Front im Ersten Weltkrieg. Wladimir Sergejewitsch (1892–1951) kämpfte im Russischen Bürgerkrieg in Südrussland in den Reihen der Weißen Armee gegen die Bolschewisten und emigrierte danach nach Frankreich. Sergei Sergejewitsch (1897–1966) diente ebenfalls in der russischen Armee und emigrierte nach Frankreich. 